# Cathédrale Notre-Dame-et-Saint-Lambert de Liège
Pour les articles homonymes, voir Cathédrale Notre-Dame, Notre-Dame et Saint-Lambert.
La cathédrale Notre-Dame-et-Saint-Lambert (Catedråle Notru-Dame-et-Sint-Lambiert di Lidje en wallon) fut la cathédrale de Liège jusqu'en 1794, date du début de sa destruction. Cette immense cathédrale gothique, à la mémoire de saint Lambert, occupait l'actuelle place Saint-Lambert, au cœur de Liège. Avec ses deux chœurs, ses deux transepts, ses trois nefs à trois étages, le circuit de ses chapelles absidales et collatérales, son cloître et ses annexes, et sa flèche de 135 mètres, la cathédrale Notre-Dame-et-Saint-Lambert faisait partie des grands vaisseaux du monde occidental au Moyen Âge et était le monument majeur du gothique mosan. Elle pouvait contenir 4 000 personnes.

## Du paléolithique auMartyriumde Saint-Hubert

### Premières fouilles
En octobre 1898, lors de la pose d’un égout, des artefacts datés de la période gallo-romaine et du Moyen Âge sont mis au jour. Mais il faut attendre le 17 septembre 1907 pour que débutent les premières véritables fouilles du site de la place Saint-Lambert. Cette première campagne de fouilles (1907-1909) n’a pas un programme déterminé mais tient surtout de l’opportunisme car elle suit les tranchées ouvertes par les ouvriers. Ces fouilles vont néanmoins mettre en évidence la présence romaine et modifier les livres d'histoire.

### Occupation protohistorique
Un passionné d’archéologie entame les recherches. Outre les vestiges de la cathédrale ottonienne, sont mis au jour les restes d’une villa gallo-romaine et des traces d’une occupation néolithique occasionnelle. Plus tard sera précisée une occupation probable à l'âge du bronze reconnue par un corpus mobilier assez ténu, mais associé à du mobilier du Néolithique moyen et récent.
Les vestiges d’un système d’hypocauste avec son foyer sont découverts dans le transept ouest de la cathédrale. Cette première phase de fouilles va permettre un aménagement de l’hypocauste pour des visites dès 1910.

### VillaLegia rustica? - L'ensemble romain duIerauIIIesiècle
Située en aval à quatre kilomètres sur la rive droite du fleuve, au tournant des Ier et IIe siècles de notre ère — la période — un vaste ensemble architectural est élevé au centre de la future place Saint-Lambert, à quinze kilomètres d'Atuatuca Tungrorum, aujourd'hui la ville de Tongres et à vingt kilomètres de Trajectum ad Mosam, actuellement Maastricht. Des fouilles récentes permettent de préciser le plan de cette vaste réalisation dont les dimensions atteignent 54 × 35 m. Apparemment, cette habitation a été construite en terrasses pour s’adapter à la pente naturelle du site, proche des alluvions de la Légia, mais hors de la zone marécageuse du coude de la Meuse à la Sauvenière. Dotés de bains chauds et d’un chauffage domestique par hypocauste, ces bâtiments «à la romaine» (murs en pierre, tuiles rouges…) constituent peut être le centre névralgique d’une villa rustica, c'est-à-dire d’une exploitation agricole comme il s’en comptait alors des dizaines sur le territoire de l’actuelle Wallonie. Curieusement la villa a été construite en deux étapes, la seconde semblant plutôt un réaménagement. Malgré les fouilles, le doute reste cependant de mise quant à la vocation réelle de cet établissement. Peu après le IIIe siècle, l'occupation devient sporadique, quelques éléments permettent de préciser une occupation « parasitaire » du bâtiment au IVe siècle et peut-être la présence d'un foyer au Ve siècle. Si le plan de la villa est tout à fait classique, une approche comparative démontre manifestement une dimension particulièrement imposante. Elle était manifestement bien décorée.
Il est probable que ces bâtiments furent détruits lors des razzias opérées, fin du IIIe siècle, par les Francs, les Alamans et d’autres tribus germaniques. Si les premières traces de la présence romaine sur la place Saint-Lambert datent de la fin du Ier siècle apr. J.-C., c’est aux IIe et IIIe siècles que l’occupation est la plus dense.

### Épisode mérovingien
Une nécropole mérovingienne sera découverte au XIXe siècle contenant des tombes avec des armes des VIe et VIIe siècles située au pied du Publémont où sera érigée la collégiale Saint-Pierre,,.

### La demeure des évêques de Maastricht auVIIIesiècle
À la fin du VIIe siècle, une demeure plus importante est bâtie, réutilisant en partie au moins l’ancienne construction romaine. Il s’agit, sans doute, de la maison où l’évêque de Tongres-Maastricht, Lambert de Maastricht, est assassiné vers l’an 700. Cet acte serait une vengeance privée menée par Dodon, haut fonctionnaire de l’État et membre d’un clan adverse.

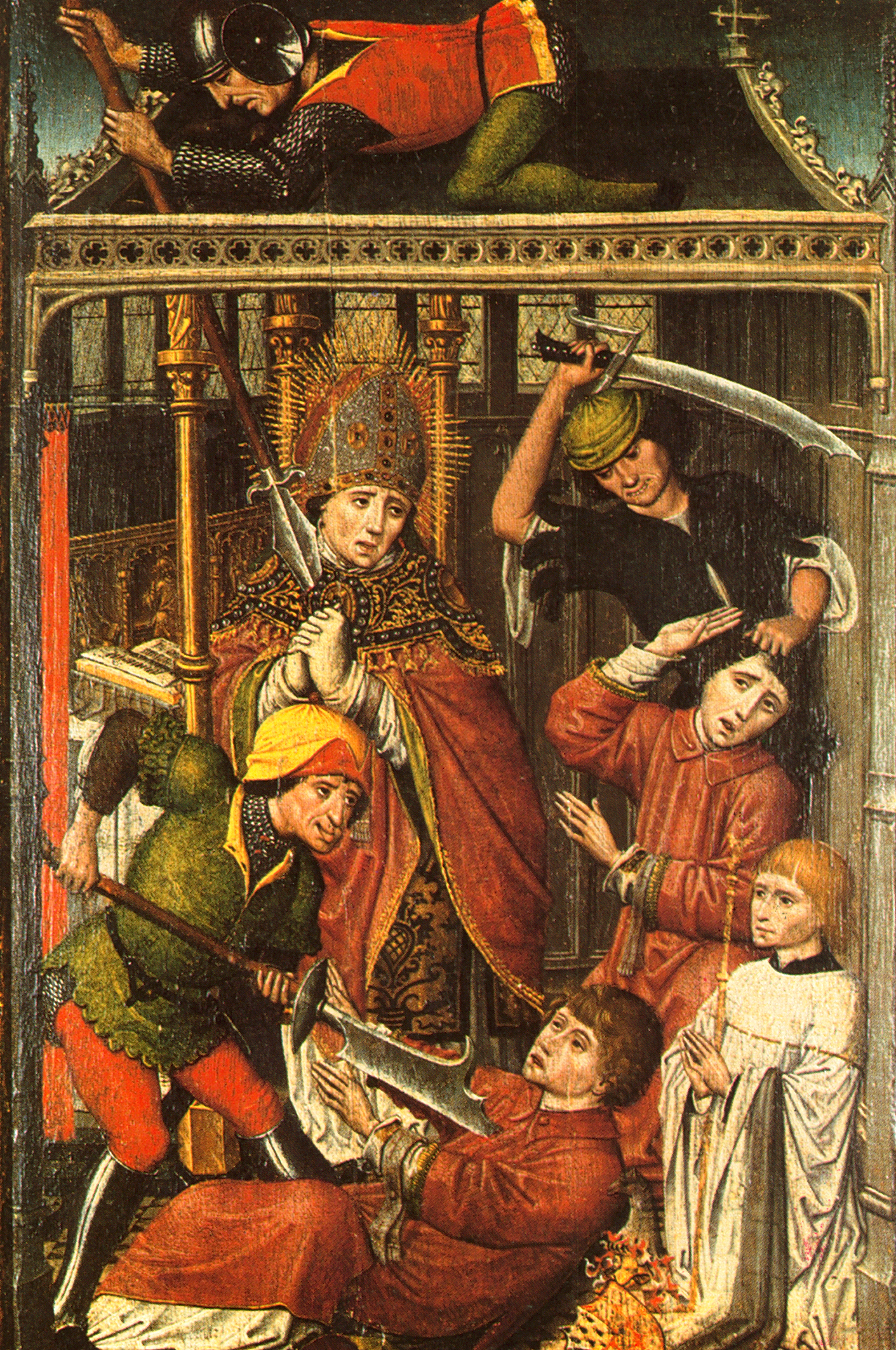
Martyre de saint Lambert, assassiné par Dodon, panneau peint du XVe siècle

Le 17 septembre, devenu jour de la saint Lambert, commémore cet assassinat.
Sur les lieux du meurtre, le successeur de Lambert de Maastricht, l’évêque Hubert de Liège (vers 700-727), fait ériger une église – un «martyrium» - d’environ 50 × 15 mètres et y ramène les reliques de son prédécesseur. La naissance d’un culte, voué à l’évêque martyr, fait de Liège une ville de pèlerinage, qui se mue, rapidement, en une importante agglomération. Vers 800, la ville en plein essor devient la résidence principale des évêques de Tongres-Maastricht.

### Assassinat de Lambert de Maastricht
Sur le site d'une ancienne villa gallo-romaine, Lambert de Maastricht, évêque de Maastricht fut assassiné vers 705 par les hommes de Dodon. Si le saint est d'abord enterré à Maastricht, l'endroit du martyre devient toutefois un lieu de pèlerinage. (Grimoald II, fils de Pépin de Herstal, maire du palais de Neustrie et de Bourgogne est assassiné en 714 par un frison nommé Rangaire ou Rangar alors qu'il se recueillait sur le tombeau de saint Lambert). Saint Hubert, son successeur, rapatrie son corps et l'inhume à l'endroit qui deviendra la place Saint-Lambert. Peu après, le siège épiscopal est transféré de Maastricht à Liège et le lieu érigé en cathédrale.

## LeMartyriumde saint Hubert

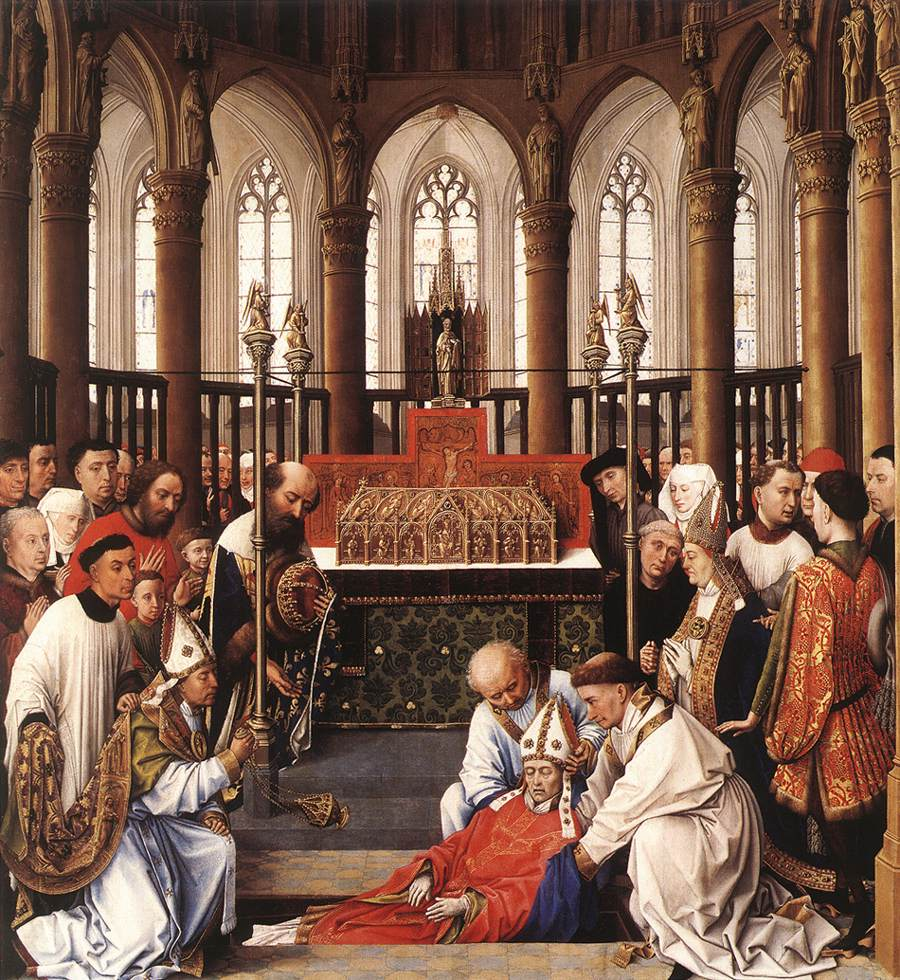
Exhumation de Saint-Hubert, collégiale Saint-Pierre de Liège, Rogier Van der Weyden, circa. 1437, National Gallery, Londres

Plusieurs édifices se succèdent à cet emplacement. Tout d'abord, un martyrium est construit, celui-ci certainement ordonné par Hubert de Liège et dont l'orientation vers l'ouest est inhabituelle et justifie la présence d'un chœur occidental dans les cathédrales postérieures. La première cathédrale, construite à la fin du VIIIe siècle, est de style carolingien.

## La première cathédrale
Durant l’époque carolingienne, au IXe siècle, le martyrium devient une cathédrale dont la largeur est portée à environ 23 mètres sur plus de 70 mètres de longueur. Le chœur occidental de cette cathédrale est aménagé à l’emplacement de l’abside du martyrium, lui-même construit «sur» les bâtiments romains mais selon un axe qui ne respecte pas leur disposition générale.
La permanence du chœur occidental au même endroit paraît intentionnelle. Il s’agissait, selon la tradition, du lieu du martyre de l’évêque Lambert de Maastricht. En 881, lors de l’attaque de la cité de Liège par les Normands, le «monastère de Saint-Lambert» est la proie des flammes, mais le sanctuaire est ensuite rapidement reconstruit et restauré.

## La cathédrale ottonienne de Notger

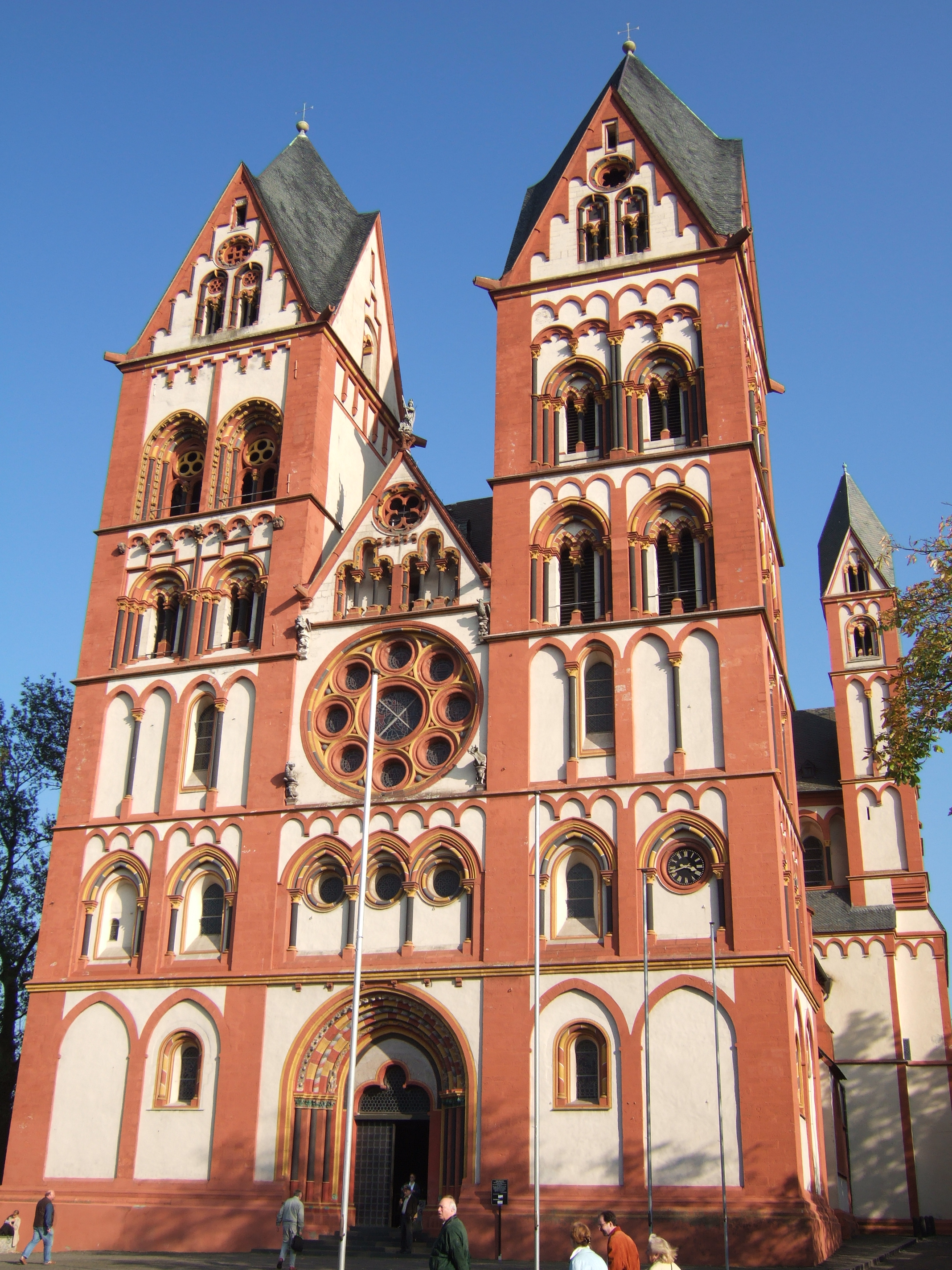
Cathédrale rhénane ottonienne de Limburg an der Lahn proche de ce que fut la cathédrale de Notger.

### Le Chapitre
L’évêque Notger y installe, en 978, un chapitre de soixante chanoines et remplace aux environs de l'an mil la cathédrale carolingienne par une vaste église ottonienne dotée d’une crypte dans laquelle sont installées les reliques du saint martyr.

### Le bâtiment

#### Première phase ottonienne
Un massif occidental, deux chœurs opposés, deux transepts et un « cloître » oriental caractérisent cette architecture ottonienne des églises impériales de Rhénanie et de Saxe. Deux tours se dressent aux croisées des transepts, ajoutant à la monumentalité de l'édifice. Cependant on peut remarquer, et cela reste présent dans le plan de la cathédrale définitive, que les entrées se trouvent sur les flancs Sud et Nord de l'édifice et non dans l'axe du chœur. Ceci provient peut-être d'une superstition selon laquelle le mal viendrait de l'Ouest et qu'une entrée de ce côté pourrait lui permettre d'entrer dans la maison de Dieu. Beaucoup d'édifices religieux de la région mosane présentent cette caractéristique. Ceci explique en outre la possibilité de construire un deuxième chœur. On peut également mentionner l'existence d'un déambulatoire, réservé, en tout cas à Liège, à la principale église de la ville (privilège réservé notamment en ces villes, à la cathédrale Notre-Dame de Tournai et à la cathédrale Notre-Dame de Cambrai, détruite à la Révolution française). Le monument subit de profondes transformations en sous-œuvre dans le courant des années 1140-1180.

#### Seconde phase ottonienne
Une seconde phase, maintenant précisée par les dernières fouilles, va modifier la structure intérieure du bâti ottonien.

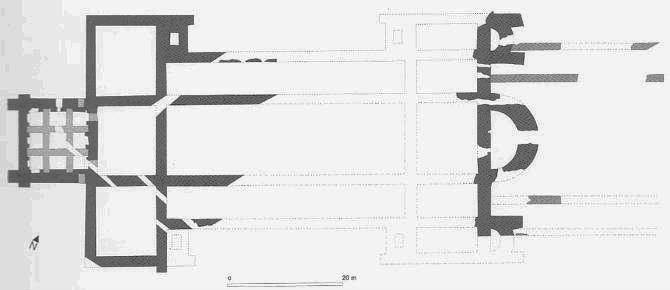
plan des vestiges du XIe siècle, probablement vers 1015.
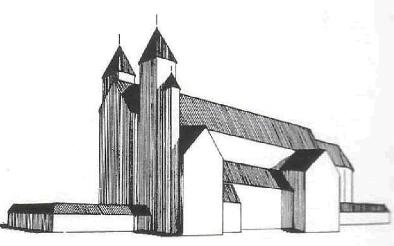
Volume reconstitué de la cathédrale ottonienne du XIe siècle.

## La cathédrale romane

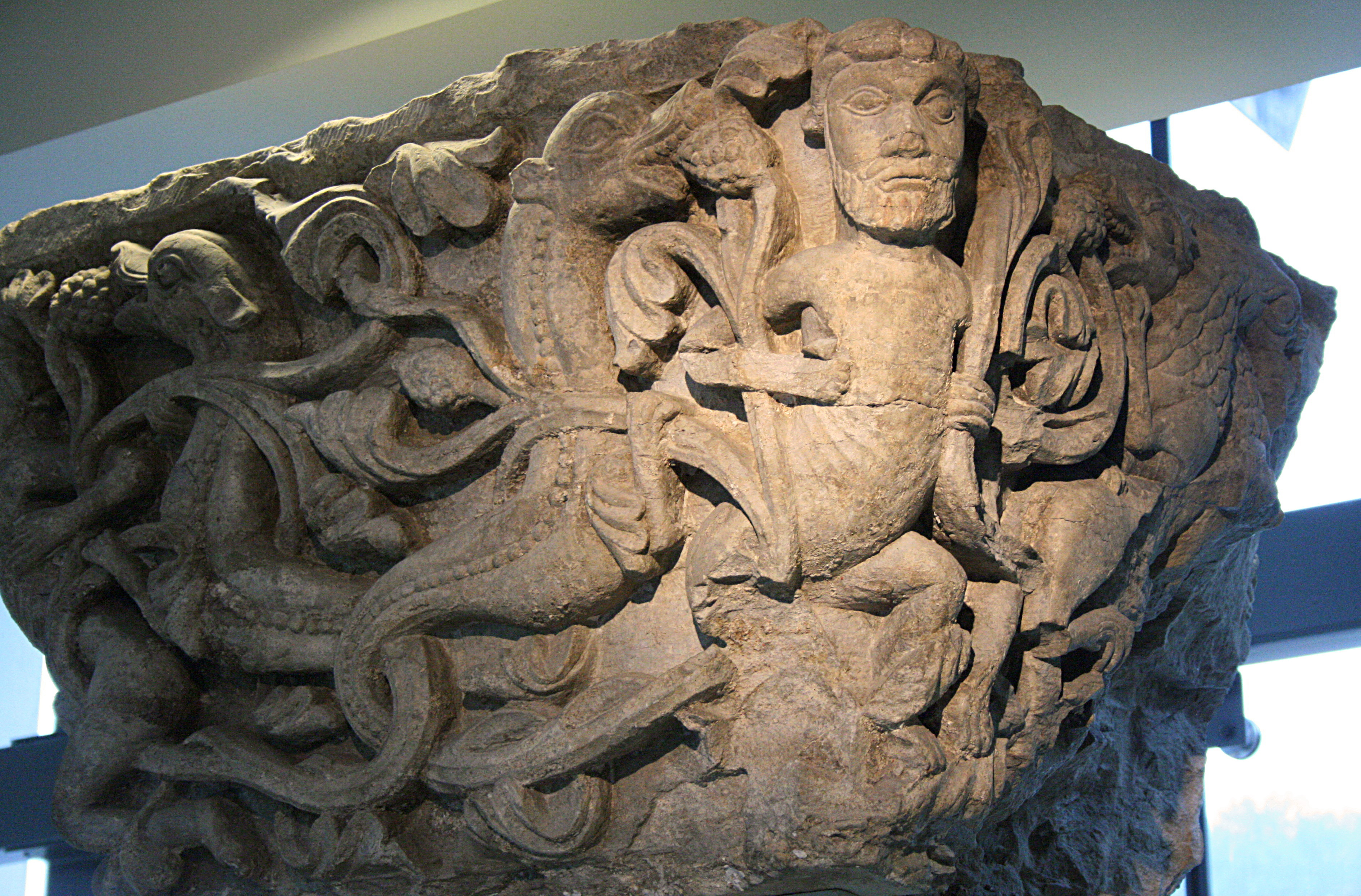
Chapiteau roman provenant de la cathédrale Saint-Lambert à Liège, vers 1180. Grand Curtius

### Le bâtiment
On ignore tout des causes de destruction de la cathédrale Saint-Lambert ottonienne. Un édifice du plus pur style roman va lui succéder au cours du XIIe siècle : de superbes chapiteaux en témoignent encore.

### Décès de Henri IV
Décédé le 7 août 1106, l'empereur déchu et excommunié Henri IV y est inhumé par le prince-évêque Otbert. Les évêques germaniques protestent et déclarent que la cathédrale sera profanée tant que le corps y reposera. Henri V fait ensuite exhumer son père et transférer ses restes à la cathédrale de Spire le 15 août 1106.

### L'incendie du vaisseau et des cloîtres romans
Dans la nuit du 28 au 29 avril 1185, un violent incendie éclate dans une des maisons accolées au cloître de la cathédrale, et ne tarde pas à gagner celle-ci. Le vaisseau est fort endommagé. Le feu fut des plus dévastateurs : cloître et bâtiment claustraux, des pans entier de murs, toitures et tours sont détruits. L'autel de la Sainte-Trinité, situé dans le chœur occidental de l'édifice, est brisé, tout comme le carrelage de marbre, à la suite de l'effondrement des poutres.
Échappèrent à la destruction à tout le moins, l'autel de la Vierge, dans le chœur oriental, et l'église paroissiale primitive de Liège, l'église Notre-Dame Aux-Fonts, érigée au pied de la cathédrale, au Sud de celle-ci.

### Destruction de la cathédrale

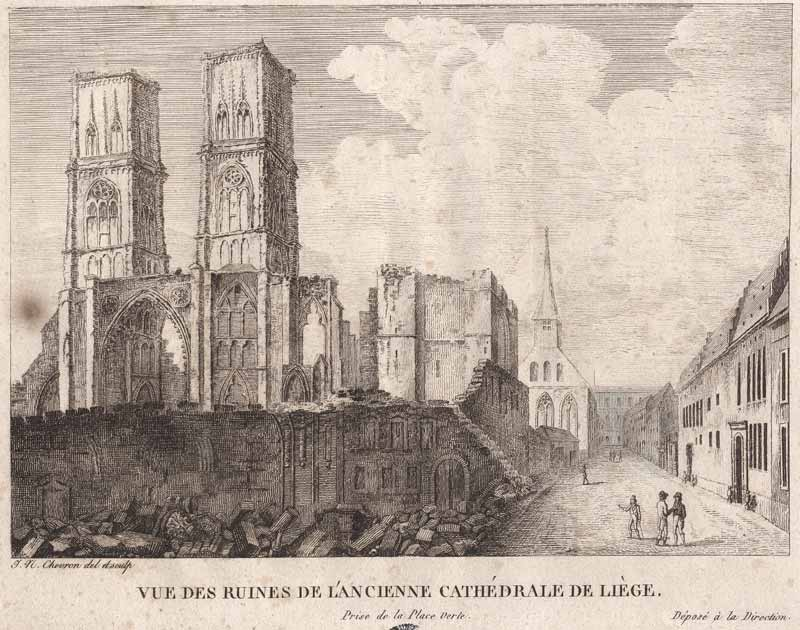
Ruines de la cathédrale Saint-Lambert. Les tours de sable et à droite Notre-Dame Aux-Fonts.
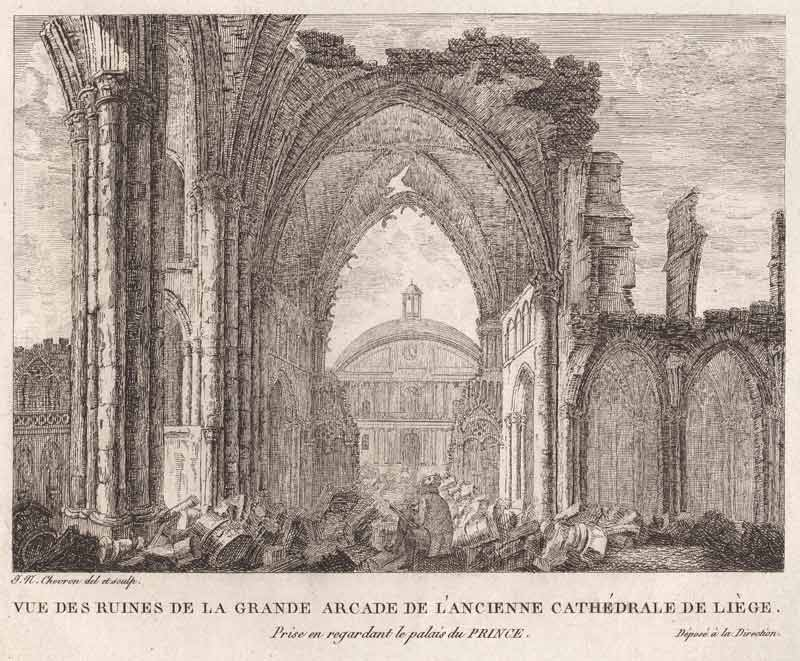
Ruines de la cathédrale Saint-Lambert. Transept nord, au fonds la nouvelle façade du Palais des Princes-évêques.
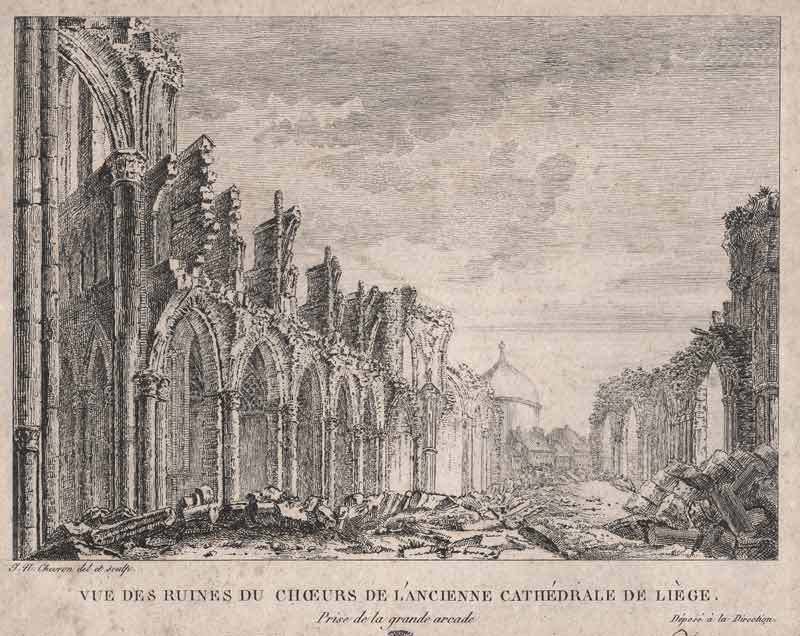
Ruines de la cathédrale Saint-Lambert. Au fond, la place du marché et le dôme de Saint-André

## Reconstructions symboliques

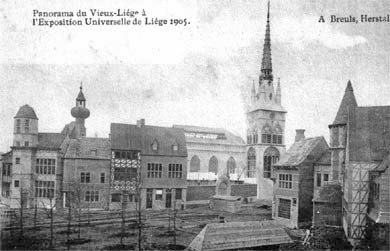
Reconstitution de la tour de la cathédrale lors de l'exposition de 1905, état en 1904 ; Journal La Meuse

#### Des commerces de 1820 au tout à l'auto de 1960

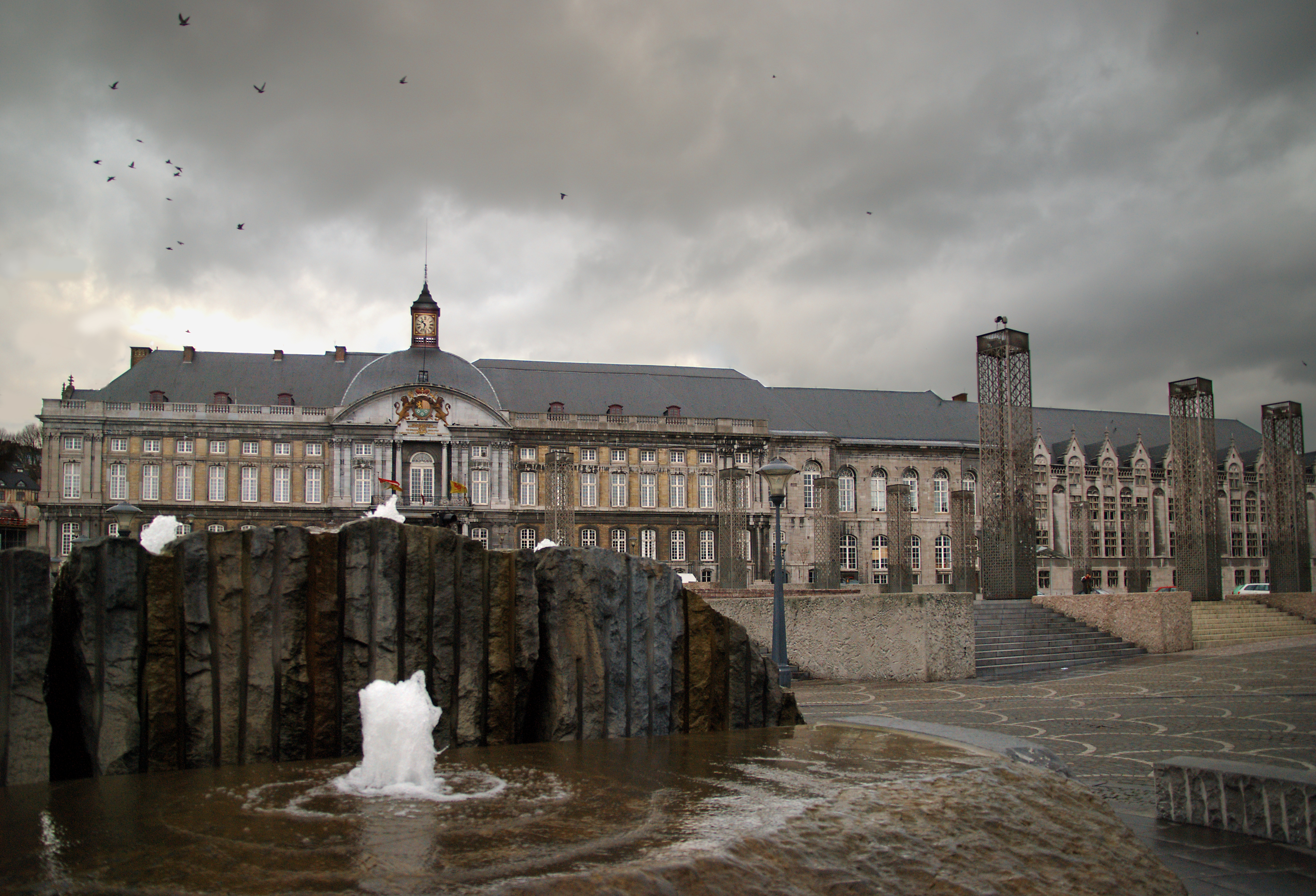
Place Saint-Lambert à Liège, derrière la fontaine l'entrée de l'archéoforum qui permet l'accès aux vestiges de la villa gallo-romaine et du vaisseau ottonien ; à droite, les colonnes symbolisant les piliers de la cathédrale détruite.

### Reconstitution du chœur en 2000/2001

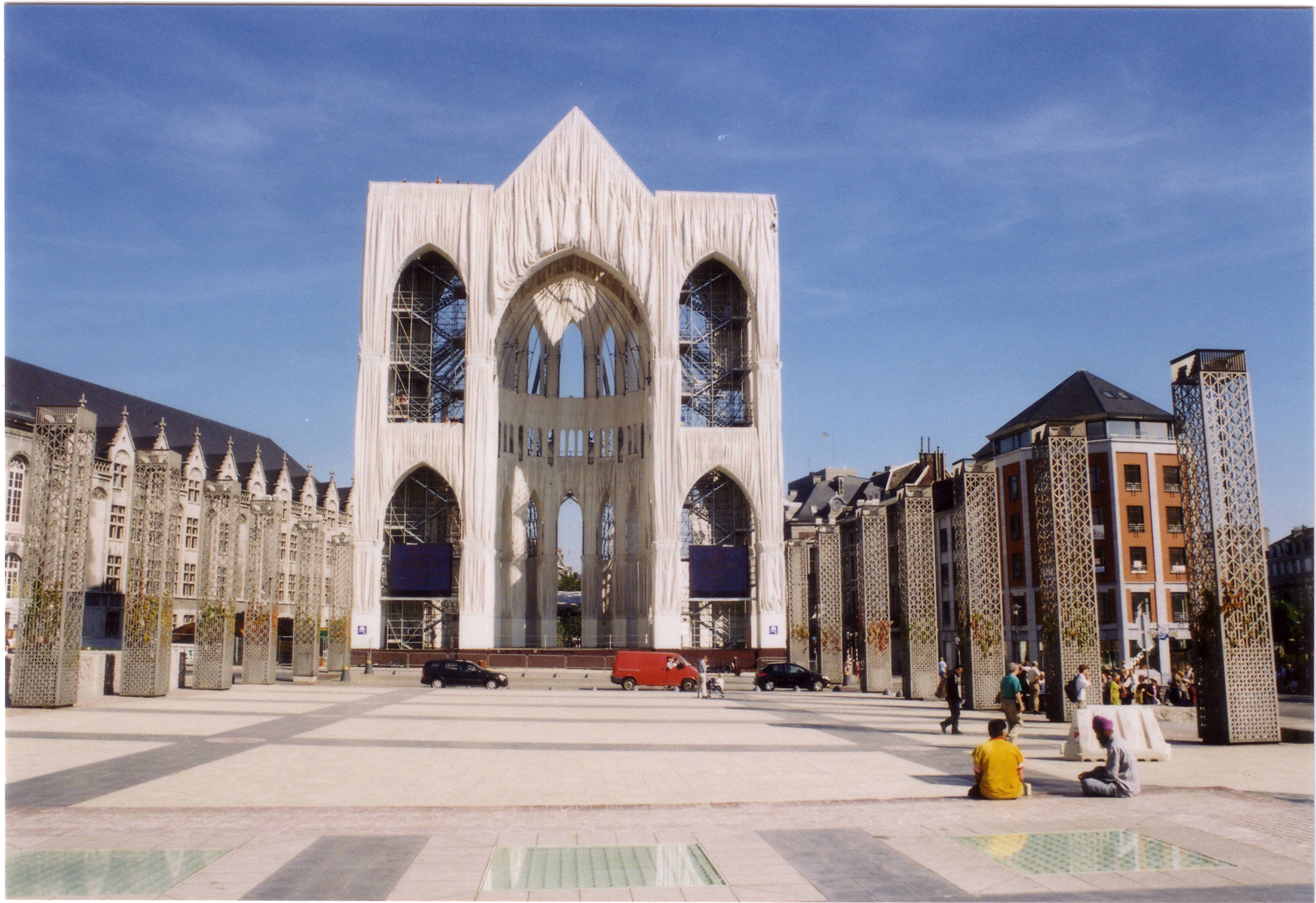
Modèle temporaire du chœur oriental de la Cathédrale Notre-Dame-et-Saint-Lambert sur la place Saint-Lambert modernisée à Liége en 2000

## La cathédrale gothique

### La construction de la Cathédrale gothique

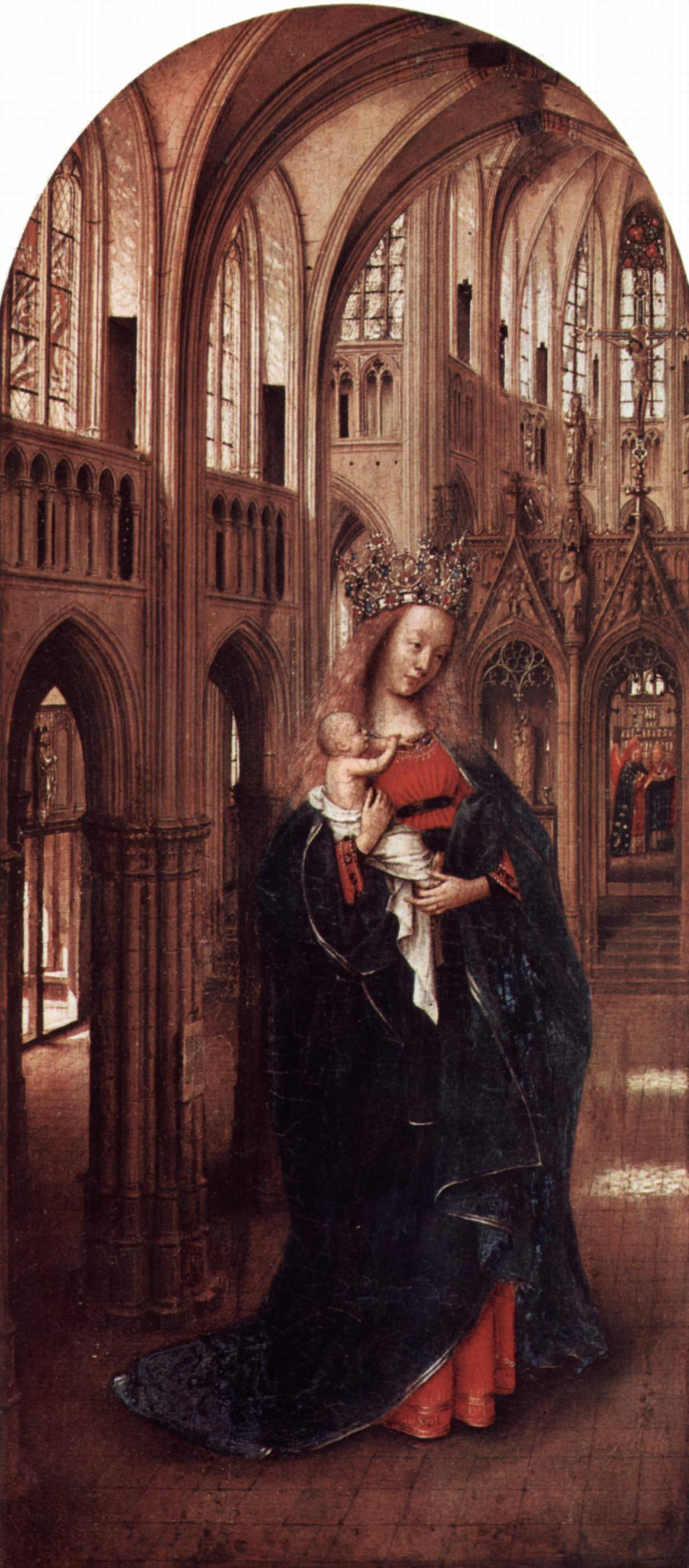
Détail du Chœur de la cathédrale Saint-Lambert dans la Vierge dans une église au Staatliche Museen de Berlin, de Jan Van Eyck, vers 1425, un dessin postérieur se trouve au Grand Curtius

On entreprend dès le lendemain de l'incendie la reconstruction de la cathédrale en style gothique, en utilisant une grande partie des fondations antérieures. Plus de 250 ans seront nécessaires pour édifier cette cathédrale. Les analyses dendrochronologiques vont confirmer sa réédification, amorcée à l'Est dès la fin du XIIe siècle, à partir duquel l'église va progressivement prendre son aspect définitif. La rénovation gothique va se poursuivre vers l'ouest. Cette reconstruction est étroitement conditionnée par la réutilisation systématique des fondations ottoniennes et romanes, probablement pour des motivations économiques. Tout au plus sont renforcés quelques points nécessaires à la structure gothique, Cette pérennité du socle ottonien devait être influencée par la conservation du vieux chœur qui devait être proche du lieu de martyre du saint, et depuis le haut Moyen Âge considéré comme un espace sacré immuable.

### Donations et indulgences
Les travaux de reconstruction de la cathédrale bénéficieront des donations des grands du monde médiéval, notamment d'un legs, en 1195, du comte Baudouin V de Hainaut tandis que l'empereur Henri VI entre 1195 et 1197, cédait son domaine de Vreren à la Cathédrale, instituant deux chanoines chargés de la messe de deux autels de la cathédrale, pour le bien du Saint-Empire romain germanique et à la mémoire des membres défunts de la famille impériale, deux luminaires de cire devaient par ailleurs briller devant ces autels,. Une vingtaine d'années plus tard, la cathédrale bénéficia d'un afflux financier de Henri Ier de Brabant par l'intermédiaire du comte de Flandre Fernand de Portugal, il promit d'assigner une somme importante à l'« église de Liège ». Au milieu du XIIIe siècle, l'état d'avancement est précisé au pape. De Pérouse, Innocent IV, considérant que les fils de Liège […] aspirent à l'achèvement d'une telle œuvre et qu'en conséquence, il accorde des indulgences spéciales à ceux qui contribueront à cette tâche. Pierre Capocci, légat pontifical et cardinal-diacre au titre de Saint-Georges-au-Vélabre conférera des indulgences à toute personne qui contribuera à la réfection de la cathédrale de Liège. Souvent les fonds de la fabrique s'amenuisent, la générosité des fidèles étant inversement proportionnelle au coût des travaux, main-d'œuvre et matériaux. En 1342, Adolphe de La Marck affecte le produit des collectes réalisées dans le diocèse à l'achèvement de la cathédrale de Liège, tout particulièrement à l'achèvement des tours de sable. Dans la même perspective, en 1443, le pape Eugène IV octroie au chapitre cathédral le pouvoir d'autoriser toute personne qui acceptera de travailler durant quinze ou trente jours, selon ses possibilités financières, aux voûtes du chœur de la cathédrale, à recevoir du confesseur de son choix, la pleine rémission de ses péchés.

### Les «architectes»
Si pour le XIIIe siècle seul un maître d'œuvre est connu en l'occurrence le Français Nicolas de Soissons, actif de circa 1250 à 1285, c'est pour le XIVe et le XVe siècle que l'on peut mieux préciser quels sont les esprits qui imaginent et dirigent les mains qui érigent le vaisseau : Godin de Dormael, dit aussi Godin de Looz, architecte et statuaire, est en fonction de 1340 à 1368, suivi d'Henri Samp, décédé en 1391, et son gendre Guillaume de Kessel, qui travailla à la cathédrale de Bois-le-Duc. Jean de Stockem, nommé en 1425 suivi de Jean van den Berg, dit Jean van Ruysbroek, qui prêtera serment en 1451, remplacé par Jean Groetbode en 1455 et enfin Corneille de Maestricht, nommé sous et par le protectorat bourguignon,.

### Les évêques édificateurs

#### Raoul de Zähringen
Raoul de Zähringen, décédé en 1191, inaugura la première campagne de travaux dans les dernières années de son épiscopat.

#### Albert de Cuyck
Célèbre pour avoir donné aux Liégeois leur première charte de franchise, Albert de Cuyck, décédé en 1200, va continuer le chantier. Après avoir démoli ce qui restait des ruines, on commença à réédifier les bâtiments claustraux et les parties inférieures des tours jumelées et du chœur occidental qui conserva longtemps le nom de vieux-chœurs. Son autel fut dédié non seulement aux saints Cosme et Damien — comme il l'était avant en 1185 —, mais aussi à la Vierge dont l'autel, jadis situé à l'orient avait résisté à l'incendie. Il est orné d'une Sedes Sapientiae qu'il faudra restaurer et redorer en 1540. L'évêque Rodolphe commanda un ciborium extérieurement recouvert d'argent et d'or sous lequel fut déposé la châsse de Saint-Lambert.
Bien que le bâtiment soit loin d'être achevé et que Raoul de Zähringen soit parti en croisade dans la première quinzaine d'avril, le 7 septembre 1189, au milieu d'une partie de la cathédrale restaurée, l'archevêque de Cologne Philippe de Heinsberg se déplacera pour consacrer l'église cathédrale,. Le 17 septembre 1197, les reliques de saint Lambert, mises à l'abri après l'incendie, réintègrent l'édifice. Cette partie de la nef servit de chœur oriental pendant un demi-siècle. Albert de Cuyck est enseveli dans ce chœur : mort, il prenait possession de l'œuvre accomplie pendant son épiscopat. Son tombeau, découvert en 1907, permit de situer approximativement ce chœur provisoire entre la troisième et la quatrième travée.

#### Hugues de Pierrepont
Avec le nouveau siècle va commencer une nouvelle campagne de travaux. Pour stabiliser les fondations, les cymentarii découvrirent le sarcophage de marbre de l'évêque Wazon, enseveli en 1148 devant le grand autel oriental de l'église romane. Hugues de Pierrepont, qui va décéder en 1229, très impopulaire au sein du chapitre cathédral liégeois, va se retrouver accusé d'avoir détourné le legs du comte Baudouin V de Hainaut, mais il affecta un tiers de la vente de la forêt de Glain à l'œuvre et la fabrique de la cathédrale.
Il va translater ces reliques dans la chapelle Saint-André et se fait enterrer dans la croisée du transept oriental où ses deux successeurs — Jean d'Enghien et Adolphe de Waldeck — vont le rejoindre en 1302. La réédification complète est loin d'être terminée, les colonnes ne sont pas encore achevées. Plusieurs causes vont alors entraver les travaux. Tout d'abord le prix, car il faut désormais payer les ouvriers. Les riches donations se faisaient rares. Peu avant son décès — en 1195 —, le Comte Baudouin V de Hainaut avait cédé 1 000 marcs d'argent pour la reconstruction, mais en 1211, le chapitre accuse l'évêque de les avoir détournés, et d'avoir par contre consacré en 1204, le tiers des revenus de l'essartage de la forêt de Glain. D'autre part, les architectes n'ignoraient pas que l'on construisait maintenant en gothique et Hugues de Pierrepont lui-même provenait du Laonnois et les Rémois vont lui proposer la crosse archiépiscopale en 1226 et son successeur Robert de Thourotte, chanoine à Laon et Reims, archidiacre de Beauvais et évêque de Langres avant d'être celui de Liège a vu tous ces édifices en pleine construction. Le chœur oriental va être entrepris l'année même du décès de Robert de Thourotte en 1246 : il est évident qu'il va s'inspirer de leur architecture.
Après avoir achevé les parties basses du chœur oriental, on exhaussa les murs de la grande nef qui va compter six travées. Au-dessus des arcades hautes, quarante-deux colonnettes — sept par travées — vont porter un triforium aux arceaux brisés. Les six fenêtres hautes en plein cintre sont divisées en trois formes lancéolées. Le 1er mai 1250, ces travaux étaient terminés et le grand autel est consacré en l'honneur de sainte Marie toujours Vierge et de saint Lambert martyr, en présence du roi de Germanie, Guillaume de Hollande, et de plusieurs évêques et archevêques. Ainsi s'achevait solennellement la deuxième campagne de travaux, mais la cathédrale n'était pas achevée.

#### Jean d'Enghien

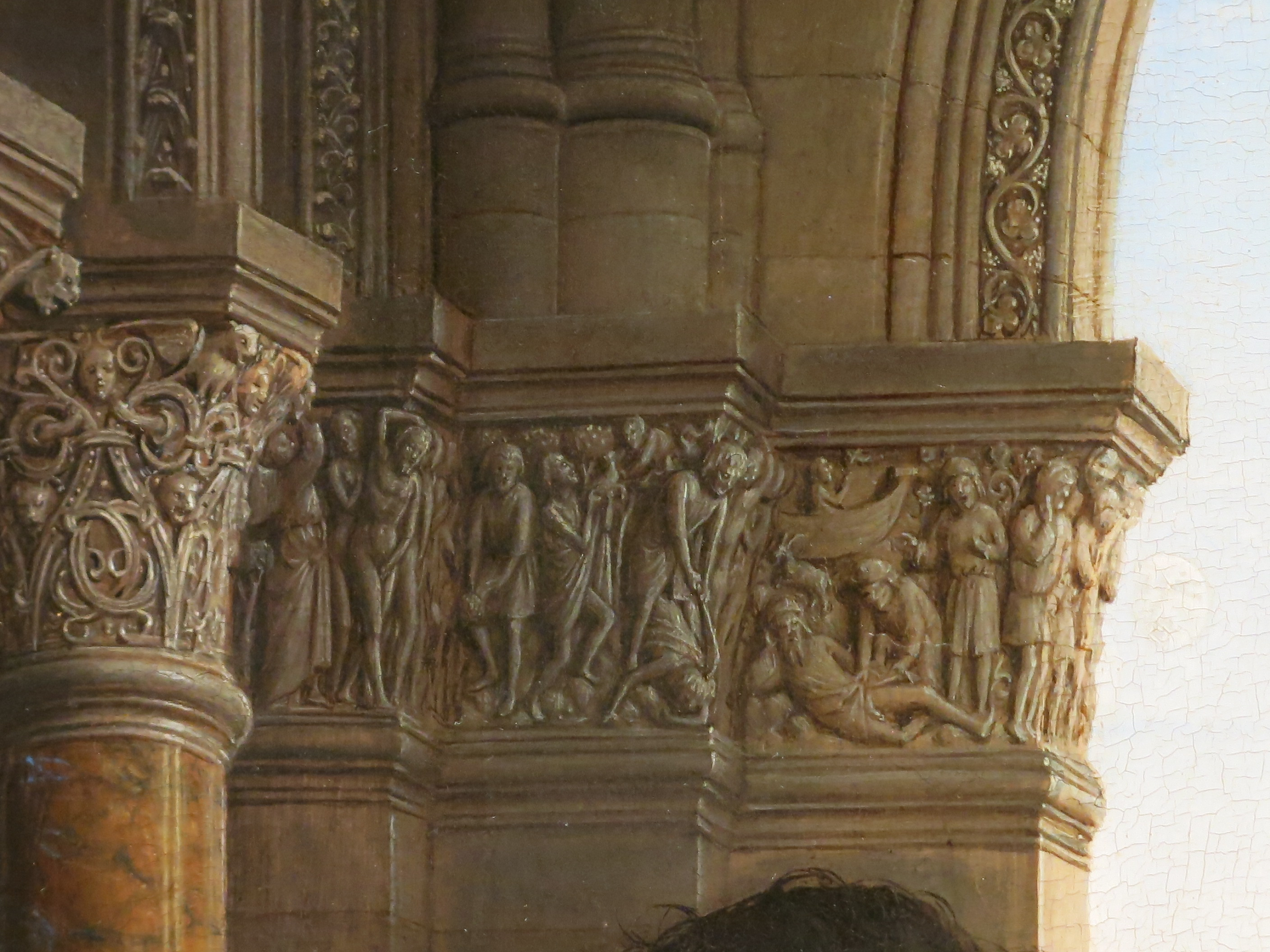
Détail des chapiteaux de la Cathédrale Saint-Lambert de La vierge d'Autun, de Jan Van Eyck, vers 1410

Cette mesure va inaugurer une troisième campagne de travaux. Elle est activement poursuivie sous Jean d'Enghien jusqu'en 1282 et sous Thibaut de Bar jusqu'en 1312. Grâce à la générosité de ces évêques et de quelques dignitaires du chapitre, le transept et le chœur occidental sont achevés et ornés de trois roses de pierre et de trois portails. Enfin le vaisseau est voûté, travail très difficile qui est confié à l'architecte français Nicolas de Soissons. Selon Jean d'Outremeuse, les voûtes sont achevées en 1279. À ce stade, il y a donc déjà cent ans que la cathédrale romane a vécu.
Il semble donc que mis à part les tours, les travaux trouvèrent leur issue aux environs de 1270-1280 pour le chœur et le bras nord du transept ouest, et légèrement plus tard pour le bras Sud. En 1307, le jour de Pâques, des pierres se détachent du mostier. Elles écrasent la voûte de la première travée et s'écrasent au sol pour briser la mosaïque. Ce genre de problème était propre à frapper les esprits. À Beauvais aussi, la voûte du grand vaisseau s'était effondrée en 1284. Il y avait donc de grands défauts qu'il était temps de stabiliser.

#### Adolphe et Englebert de La Marck

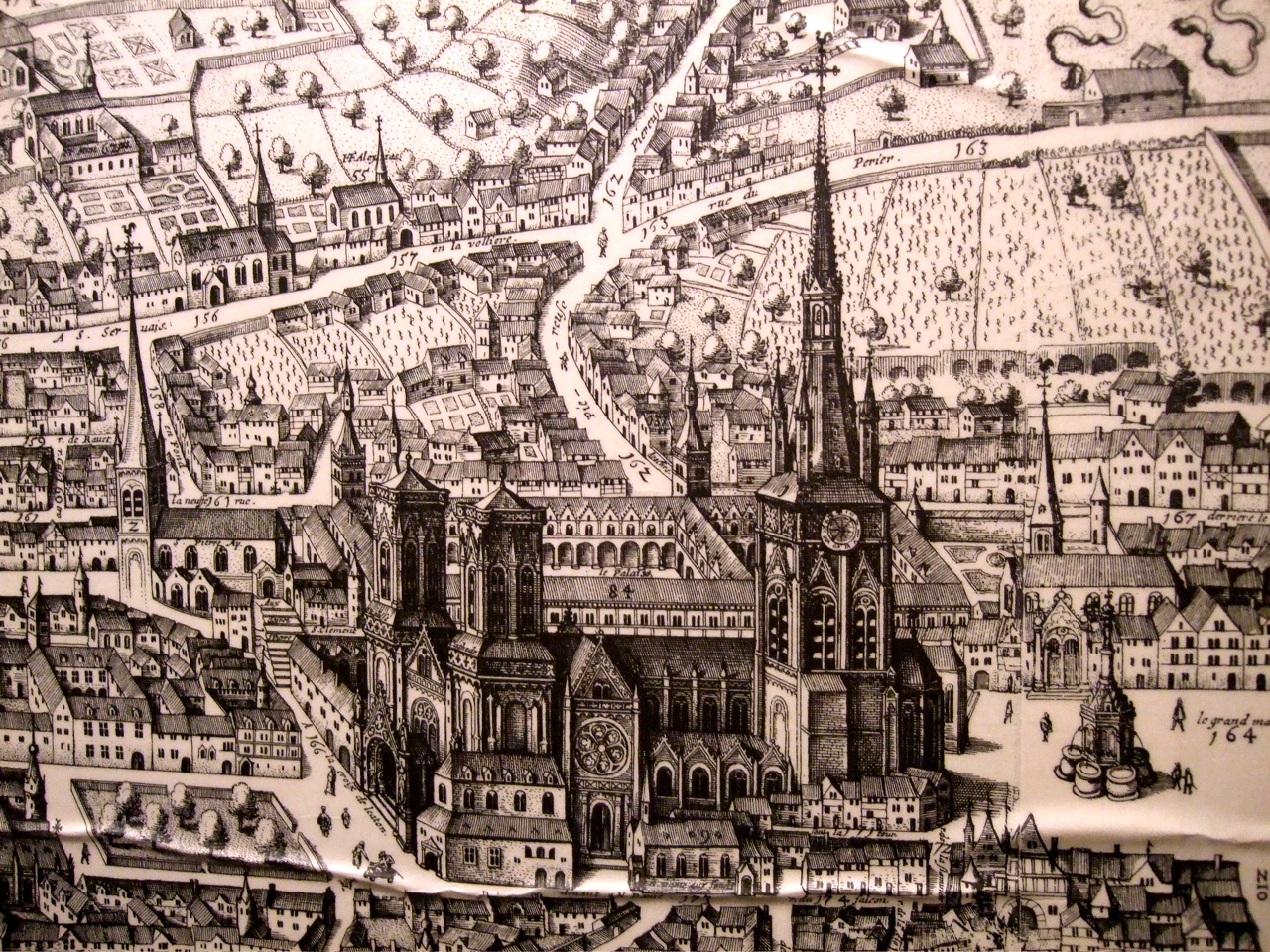
Cathédrale Saint-Lambert au XVIe siècle, à gauche la collégiale Saint-Pierre et ses degré, devant Notre-Dame-aux-Fonts et à droite la fontaine du Perron

Lorsqu'en 1313, Adolphe de La Marck fait sa joyeuse entrée à Liège, le chanoine Jean de Hocsem signale qu'il célébra la messe solennelle dans cette partie du chœur où est situé l'autel des saints Cosme et Damien qui faisait alors office de chœur. Bref une quatrième campagne de travaux s'impose et elle va occuper durant un demi-siècle, les règnes d'Adolphe de la Marck et Engelbert III de La Marck de 1313 à 1364. Enrichir d'autels et de fondations les chapelles collatérales édifiées entre les culées des arcs-boutants de la grande nef, élever complètement le grand chœur oriental, achever les tours occidentales et surtout reconstruire la vosure de l'engliese S. Lambert tombée, telles sont les travaux indispensables. Adolphe de La Marck déclare — selon une charte du 15 mai 1342 — qu'il convenait de les achever dans la forme qui fut sagement prévue par les promoteurs du travail. À cet effet, de nouvelles mesures financières sont adoptées en 1342, 1343 et 1351, notamment l'attribution à la fabrique de la cathédrale du produit de toutes les collectes faites dans le diocèse. Elles sont justifiées d'une part par l'augmentation des matériaux et des salaires, d'autre part par l'importance des travaux.

### Translation de saint Lambert

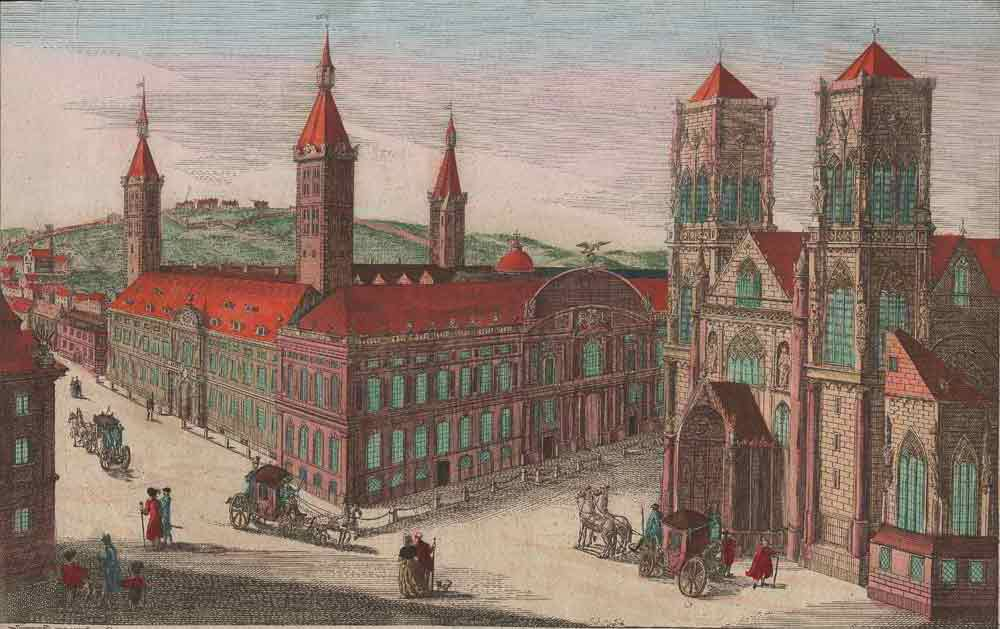
Cathédrale Saint-Lambert au XVIIIe siècle

Car en 1319, le 28 avril, le chœur a atteint la hauteur de la haute nef, jour où l'on fête par tradition la translation de saint Lambert, la châsse du patron de Liège y est transférée en grande solennité en présence de trois évêques. Il aura fallu 134 ans depuis l'incendie de 1185 pour que saint Lambert puisse enfin reposer parmi son clergé dans le chœur qui lui est destiné. Ce chœur n'avait pas la profondeur des cathédrales françaises mais le plan était arrêté depuis 1246. Un peu plus long que large, il était contenu entre neuf pans percés de neuf fenêtre hautes. La cinquième était centrale. Surélevé par rapport au transept et au déambulatoire, le chœur était clôturé par un jubé où le prêtre montait pour lire l'Évangile et l'Épitre, devant un lutrin placé à côté de la place du saint. Celle-ci est enfermée, avec d'autres reliquaires, dans une fierté de bois sculpté que peignit et dora maître Gilles Gobin en 1365. Comme à Notre-Dame de Paris, le jubé comptait trois arcades. Sous la première et la troisième, sont érigés les autels impériaux, c'est-à-dire des autels desservis par les deux chapelains institués en 1196 par l'empereur Henri VI. Celui de gauche était dédié à Notre-Dame et saint Remacle, celui de droite à Notre-Dame et saint Lambert. L'arcade centrale permet rentrer dans le chœur réservé à l'évêque et aux chanoines. Jan Van Eyck, et un de ses copistes ont fidèlement dépeint cette partie de l'église dans La Vierge dans l'église. Vide ci-contre.

### Parachèvement
Autour du chœur circulait un déambulatoire : ses voûtes retombaient vers l'extérieur, sur des colonnes en faisceau analogues à celles de la grande nef. Enfin neuf chapelles collatérales s'ouvraient sur le déambulatoire. Quatre à main droite et quatre à main gauche contenaient des autels dont les patrons et les fondations sont énumérés dans trois inventaires du Moyen Âge et du XVIe siècle. Deux d'entre elles s'ouvraient par des huis sur le parvis. Sept avaient la forme d'absidiole contenue entre les culées des arcs-boutants du chœur. Les deux dernières étaient insérées dans des bâtiments appuyés contre les croisillons du transept oriental. Quant à l'absidiole axiale, située derrière le grand autel, elle servira à la fois de revestibulum et de lieu de réunion aux chanoines. Ceux-ci, au sortir des offices, pouvaient ainsi dépêcher certaines affaires urgentes, traverser l'église et le cloître occidental pour gagner leur grande salle capitulaire. Pour les mêmes raisons de facilité, une nouvelle sacristie est bâtie à partir de 1352 au nord du chœur.

#### Le sac de Charles le Téméraire
Le sac de Liège perpétré par Charles le Téméraire en 1468 ne semble pas avoir causé grand tort à la cathédrale sur le plan architectural. En principe les églises liégeoises devaient être exclues de toutes les déprédations, et le Duc n'eut aucun scrupule à exécuter ceux qui parmi les siens enfreignirent sa recommandation en tentant de s'introduire dans la cathédrale. Pure hypocrisie que cette injonction ducale puisqu'en définitive il déroba lui-même les biens de l'église majeure, en utilisant l'argent dont était constituée la couronne de lumières, et envisagea même de priver le sanctuaire de la châsse de son saint-patron.

### Les salles capitulaires
Au nombre de trois ou quatre, les salles de chapitre portent souvent des appellations différentes. La première est mentionnée en 1203. Une d'entre elles est située dans l'espace oriental de la cathédrale derrière le chœur est mentionnée pour la première fois en 1348. Elle est encore citée en 1368, proche d'une sacristie.

### Les cloîtres
Il est mentionné un premier cloître en 1356, un legs, prévoit la construction d'un cloître près du grand chapitre, soit un nouveau cloître occidental, destiné à remplacer celui de 1204. La voûte de l’aile du cloître longeant la chapelle Saint-Luc est achevée en 1438. Quant au cloître oriental, on le trouve signalé dès 1189, date à laquelle le chapitre de Saint-Lambert et son coûtre font mention d'échoppes de marchands in paravisio eusdem ecclesiae. Ce cloître est restauré entre 1457 et 1468 et en 1457, des pierres de Namur sont destinées aux piliers in ambitu clautri. De 1460 à 1464, l'aile du cloître voûtée fermant du côté du Marché est achevée.

### Le nouveau cloître
Ces innovations ont vite suggéré de nouveaux travaux qui vont alourdir cette partie de la cathédrale. En effet, tenir des séances capitulaires dans une abside ouverte sur un déambulatoire ne va pas sans inconvénients. Pour cette raison, dès 1348, les chanoines avaient interdit de circuler derrière le chœur lorsqu'ils étaient en réunion. Le seul moyen efficace de ne pas être dérangé était de s'enfermer. Déjà, en 1374, le chapitre songeait à étendre la cathédrale vers le parvis. Toutefois, les travaux du nouveau cloître ne seront entrepris qu'au milieu du siècle suivant. Dans l'immédiat, l'attention et les besoins de la fabrique étaient sollicités par des éléments plus urgents : l'achèvement du portail et la construction d'un cloître près du grand chapitre, ce qui est fait de 1352 à 1370. Ensuite la restauration de ce Vieux-Chapitre débute en 1387 ; ses voûtes et celles de son cloître ne sont achevées qu'en 1438 ; enfin vient la réparation des deux tours occidentales touchées par la foudre en 1392.

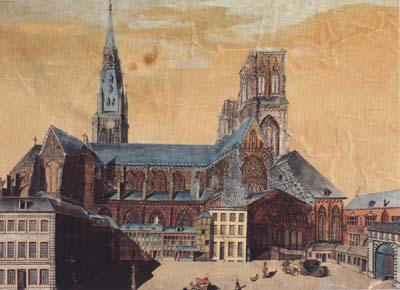
Cathédrale Saint-Lambert en 1780

### La grosse tour
Un samedi d'août 1392, en appui à l'ouest du croisillon sud contre le pignon sud du transept oriental, sont jetés les fondements de la grosse tour. Elle devait servir de trésorier. Mais interrompue à diverses reprises, la grosse tour n'était pas encore voûtée en 1423 et la haute flèche qui va la couronner ne sera achevée qu'en 1433.
La tour est haute de 135 mètres, le clocher culmine à la même altitude que la colline de la citadelle. Son érection marque l’achèvement du gros-œuvre. Sa vie durant, elle constitue un signal visuel pour toute personne qui approche de la ville.

### Les tours de sable
Les deux tours de sable — le nom proviendrait de leur couleur jaune, caractéristique du tuffeau, pierre de la région de Maastricht — s'apparentent notamment aux tours de la basilique Notre-Dame de Tongre et à celles de la cathédrale Saints-Michel-et-Gudule de Bruxelles. Outre bien sûr les multiples gravures existantes de la cathédrale — la plupart la montrant en ruines —, cette comparaison permet d'imaginer, non avec une extrême précision toutefois, à quoi devaient ressembler ces deux tours. Elles sont toujours en construction en 1343 et leur érection semble dater de 1350, mais elles sont détériorées par la foudre en 1392.

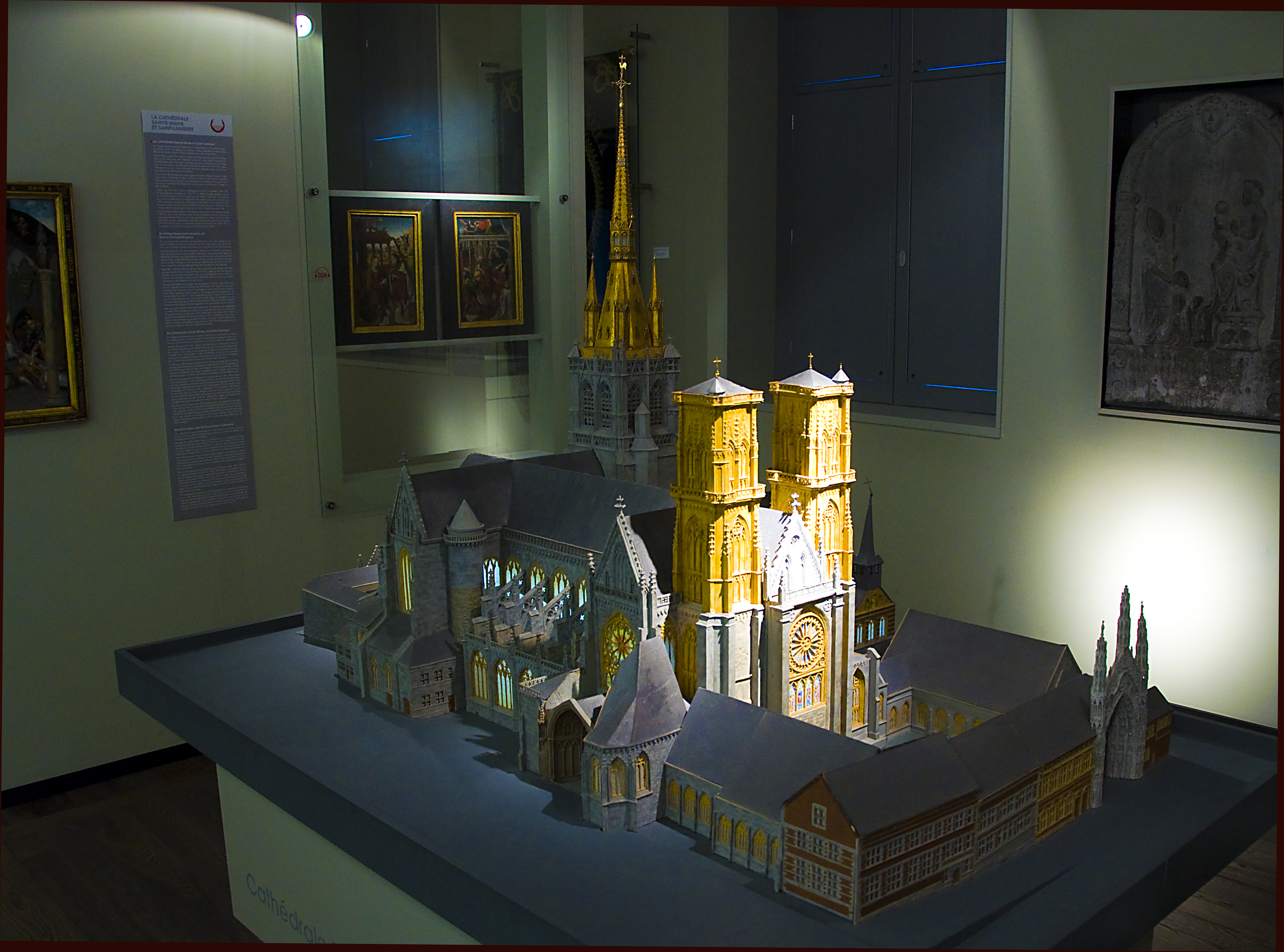
Cathédrale Saint-Lambert, datée de 1970, une maquette du Grand Curtius, ici comme vue du Palais des Prince-évêques, montre les tours de sables en tuffeau, sorte de craie sableuse et jaune

### Le grand vaisseau
Avec ses deux chœurs, ses deux transepts, ses trois nefs, le circuit de ses chapelles absidiales et collatérales, son cloître et ses annexes, sa flèche de 135 mètres, Notre-Dame et Saint-Lambert était le plus grand vaisseau du pays. Elle pouvait contenir 4 000 personnes.
Du chevet du vieux chœur, au vitrail de l'absidiole occidentale, elle s'allongeait sur 96 mètres, ce qui l'égalait à cathédrale Saint-Mammès de Langres. En y comprenant les chapelles collatérales, elle avait 37 mètres de large, soit la largeur de Notre-Dame de Paris. Sous la clé-de-voûte, elle s'élevait à près de 30 mètres, dépassant Langres (23 mètres), Sens (24,5 mètres), Noyon ou encore Laon (25 mètres). Son style la rend comparable à la cathédrale Notre-Dame de Bréda.
La cathédrale servait aussi d'académie des beaux-arts et de conservatoire.[réf. nécessaire]

### La symbolique de la cathédrale

#### Symbole guerrier
Un grand nombre de symboles et de références, de publication ou encore d'archives vont trouver leur place dans la cathédrale.
L'étendard de saint Lambert va reposer sur l'autel de la Sainte-Trinité entre les batailles. L'avoué de Hesbaye, dans son armure blanche, va le recevoir des chanoines sous la couronne de lumière de la cathédrale.

#### Symbole des lois et libertés
Si un quidam veut consulter une loi ou une coutume, comme la paix de Fexhe ou la paix des Douze, celles-ci sont consignées dans un cartulaire placé en le treil a Sains-Lambier c'est-à-dire dans le creux du pilier faisant face à la chapelle Saint-Materne, cette niche étant fermée par un grillage (traille) permettant le passage de la main pour tourner les pages.

#### La symbolique des cloches
La bancloche sonne l'alarme, li côparèye le couvre-feu. Avec ténacité, est carillonné pendant une nuit et un jour l'anniversaire de la bataille de Steps jusqu'à la fin de l'Ancien Régime.

### Prérogatives face aux sept collégiales

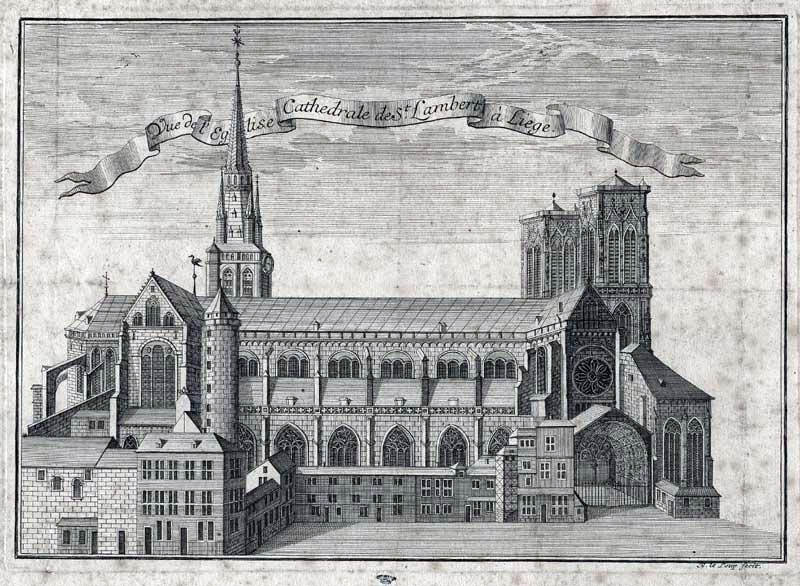
Remacle Le-Loup, Gravure de la Cathédrale Saint-Lambert vers 1735

#### Le Tréfonds

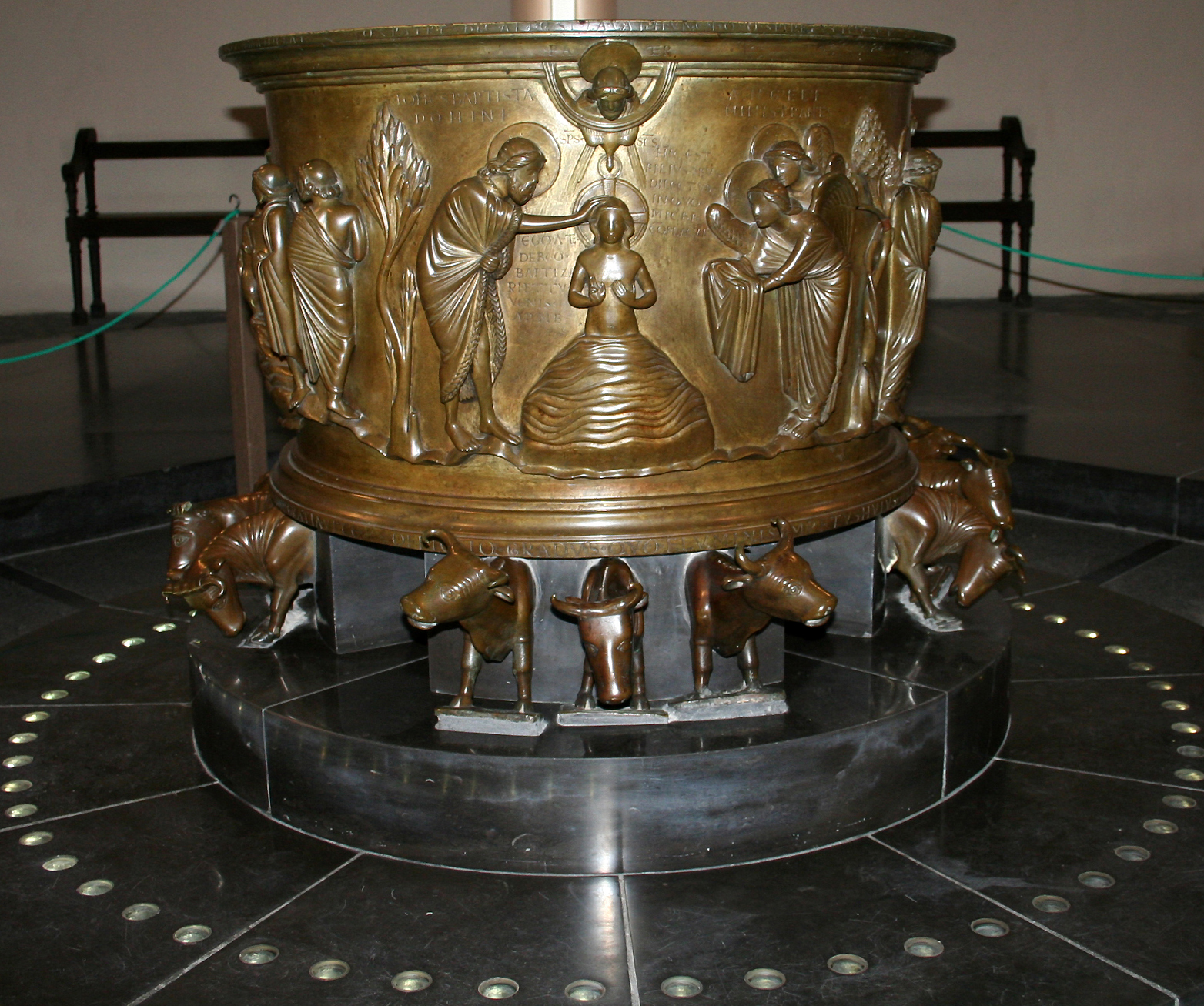
Fonts Baptismaux de Saint Barthélemy

### Fonts baptismaux de Notre-Dame Aux-Fonts

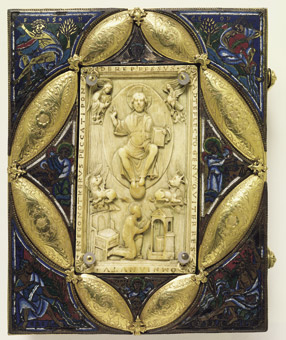
Évangéliaire de Notger, Grand Curtius

### Buste-reliquaire de saint Lambert

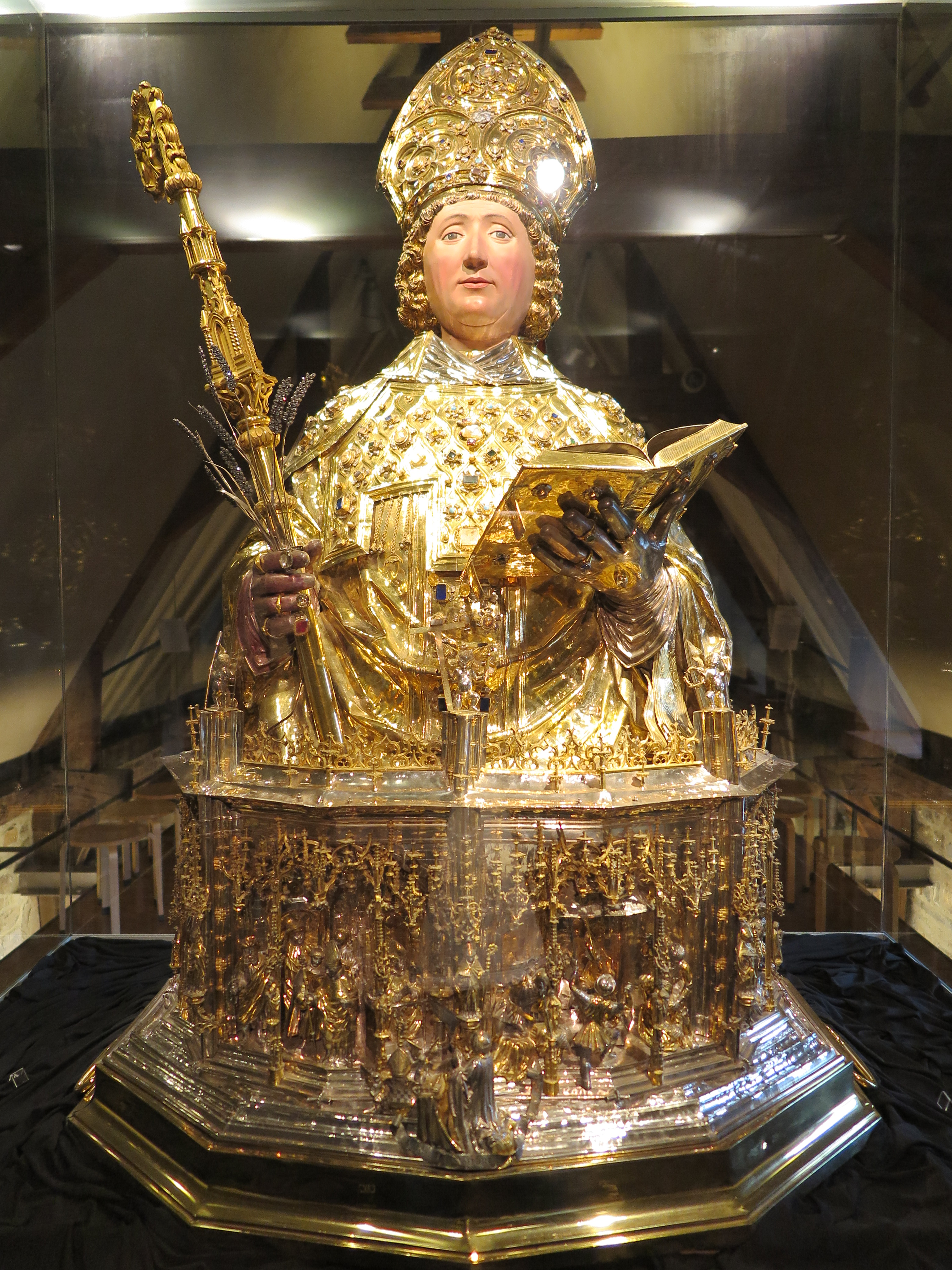
Buste-reliquaire de saint Lambert dans le Trésor de la cathédrale de Liège

## Iconographie

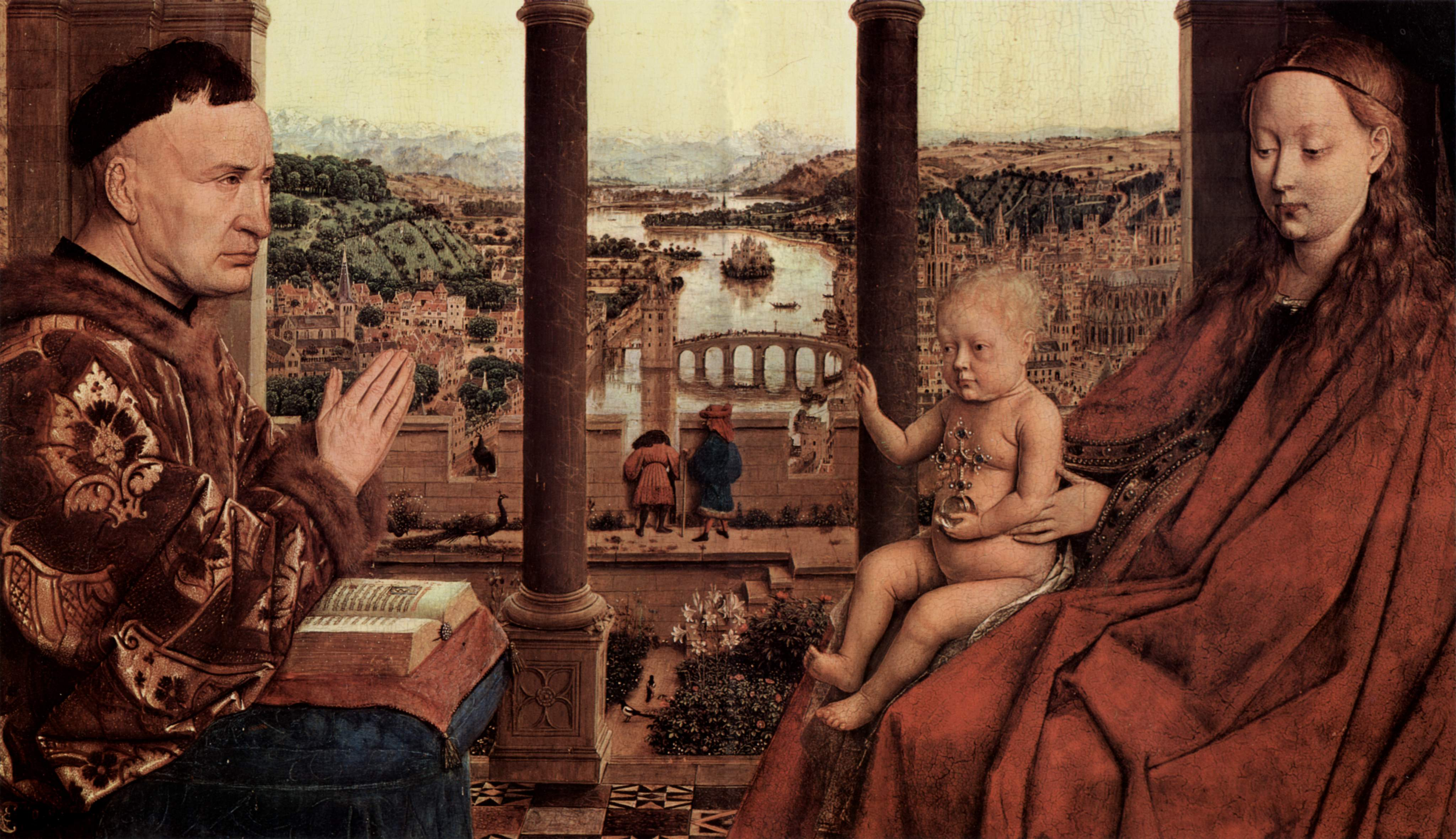
La vierge d'Autun de Jan Van Eyck, vers 1410. Détail de la Cité où on distingue la « grosse tour » de Saint-Lambert

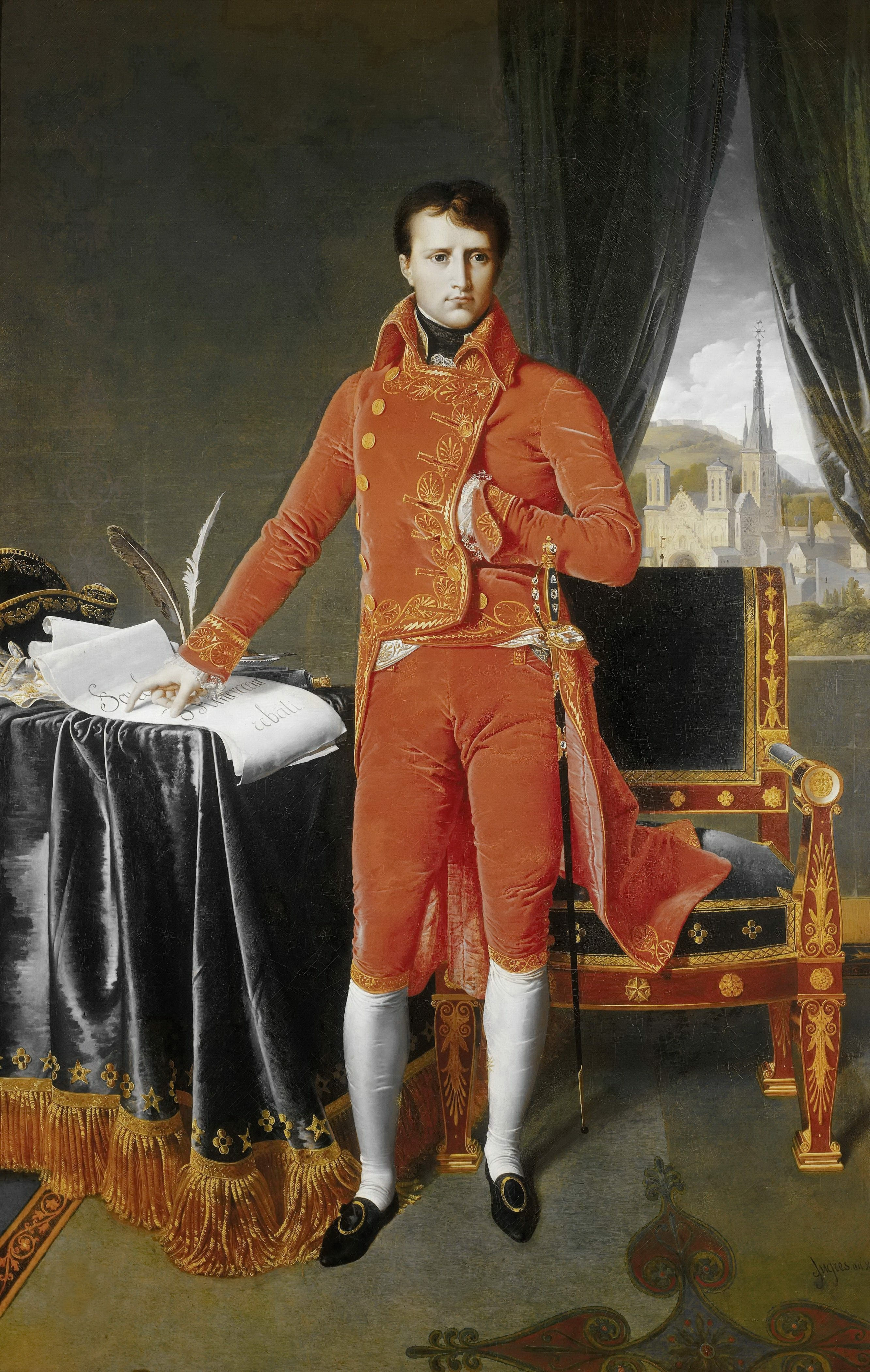
Bonaparte, Premier Consul par Ingres : à l'arrière plan, la cathédrale Saint-Lambert.